# Heredium
Heredium ist ein traditionelles Pen&Paper-Rollenspiel, das im Dark Future Genre angesiedelt ist. Es spielt um das Jahr 2200, nachdem etliche Katastrophen die Welt verändert haben und auf ihr nur noch 60 Millionen Menschen leben. Heredium beschäftigt sich mit dem Wiederaufbau, dem Errichten neuer Strukturen und dem Aufbruch in eine bessere Zukunft.

## Hintergrund
Im Jahre 2190 zerreißt eine Explosion die Mondoberfläche. Die Explosion schießt einen Brocken des Mondes in Richtung Erde. Das Geschoss zieht nur knapp oberhalb der Erdatmosphäre vorbei und versetzt die Weltmeere in Wallung. Die Erde taumelt und gerät aus ihrer Bahn. An der Erdoberfläche werden Staaten und Kulturen von Naturkatastrophen heimgesucht, so dass jahrtausendealte Fundamente zusammenbrechen und die Weltgemeinschaft als solche nicht mehr existiert. Erst zehn Jahre später findet die Erde wieder ins Gleichgewicht.
Nur noch fünf Zivilisationen existieren, jede einzelne dominiert den Großteil ihres Kontinents, vereint Technik und Philosophie zu einem neuen Fundament. Eine weitestgehend friedliche Koexistenz, doch es wird nicht mehr lange dauern, bis das Naturell des Menschen ihn zu neuen Eroberungen und Kriegen antreibt. Und dazu, sich die Natur ein weiteres Mal Untertan zu machen. Aber die Erde erwacht und in ihrem Schoß keimt ein giftiger Samen, bereit, an die Oberfläche zu kriechen, zu erblühen und die Parasiten auf ihrem Rücken endgültig zu vernichten.
Das Rollenspiel spiegelt diese fiktive Zukunft wider, deren Kernthema nicht das Ende eines Zeitalters, sondern der Menschheit letzte Chance ist. Ein neues Zeitalter, das vielleicht das letzte sein könnte. Die Menschen des 23. Jahrhunderts müssen das Vermächtnis (lat. Heredium) ihrer Vorfahren antreten und gegen den Zorn eines Gegners bestehen, der für den menschlichen Geist unfassbar ist – die Erde selbst.

## System
Die Spielmechanismen basieren auf einfachen Prinzipien und sind modular aufgebaut. Das bedeutet, dass die grundlegenden Regeln auf ein absolutes Minimum beschränkt sind, jedoch optionale Erweiterungsvorschläge enthalten, über die die Spieler die Mechanismen ihrem Spielstil individuell anpassen können.
Jeder Charakter besitzt sechs primäre Attribute, die sich (üblicherweise) in Werten zwischen 1 und 4 bewegen, wobei 2 für den menschlichen Durchschnitt steht. Dieser Wertebereich kann jedoch durch Vorteile und besondere Fähigkeiten auch überschritten werden.
Antrainierte Fähigkeiten oder Wissen werden durch Fertigkeiten reflektiert, deren Werte von 1 bis 16 reichen. Um eine Aktion erfolgreich zu bestehen, muss mit einem Aktionswurf ein vorher festgelegter Zielwert (meist zwischen 8 und 36) erreicht oder übertroffen werden. Dazu würfelt ein Spieler für seinen Charakter mit einer Anzahl an sechsseitigen Würfeln (W6), die durch das in der Situation maßgebliche Attribut bestimmt wird. Anschließend addiert er den passenden Fertigkeitswert, sowie weitere (situationsabhängige) Modifikatoren und vergleicht das Gesamtergebnis mit dem Zielwert. Die Höhe der Differenz zwischen Aktionswurf und Zielwert bestimmt den Grad des Erfolges/Misserfolges.
Die Charaktererschaffung basiert auf einem Punkteverteilsystem, so dass prinzipiell ein Gleichgewicht zwischen den Charakteren besteht. Der Spieler bestimmt die Zivilisation seines Charakters und wählt eine Berufung aus, die den Charakter innerhalb seiner Umwelt verortet und bestimmte Boni, Startausrüstung und Sonderfähigkeiten mit sich bringt. Spezielle Persönlichkeitsaspekte, sowie Vor- und Nachteile helfen dabei, jedem Charakter bereits vor Spielbeginn eine facettenreiche Persönlichkeit zu verleihen.
Der Kampf gegen widrige Lebensumstände gehört zum Alltag. Wenn es hart auf hart kommt, greift ein auf Lebenspunkten basierendes Kampfsystem, das durch eine Vielzahl optionaler Manöver individualisiert werden kann. Jede der fünf Zivilisationen verfügt außerdem über einzigartige Sonderfähigkeiten, wie Ektoware, Stimulanzien, Mutationen und PSI- oder Nanitenkräfte. Dazu wartet eine ganze Reihe neuer Technologien auf ihren Einsatz: Coolsuites, die ihren Träger vor extremen Temperaturen schützen; Plasma-, Protonen- und Laserwaffen, für den Einsatz gegen hartnäckige Feinde; Brainchips, die das Hirn des Trägers zur Hochleistung antreiben; und vieles mehr.

## Veröffentlichung

### Rollenspiel
- Heredium – Stimmen im Dunkel (Kauf-PDF)
- Heredium – Europa Setting Collection 1 (Kauf-PDF)
- Heredium – Spielleiterschirm (Print)
- Heredium – Abenteuer „Menschen Göttern gleich“ (Print)
- Heredium – Grundregelwerk (Print)
- Heredium – Grundregelwerk (Kostenlose PDF-Version)[2]
- Heredium – Lightregelwerk (Web)[3]
- Heredium – Operation Eurystheus (Print & Kauf-PDF)

### Romane
- Andreas Schnell: Neue Ufer. Heredium Roman 1. 13Mann Verlag, Düsseldorf 2009,  ISBN 978-3-941420-81-6 (Print).
- Andreas Schnell: Brüder im Geist. Heredium Roman 2. 13Mann Verlag, Düsseldorf 2011, ISBN 978-3-941420-82-3 (Print).